# Adobe Captivate
Adobe Captivate (раніше відома як RoboDemo) - програма електронного навчання для Microsoft Windows, і з п'ятої версії для Mac OS X, яка може бути використана для демонстрації програмного забезпечення, запису відео уроків, створення симуляції програми, створення навчальних презентацій і різних тестів в. swf форматі. Можливо конвертувати згенерований Adobe Captivate .swf в .avi, для завантаження на сайти відео-хостинги. Для створення симуляцій програм, Captivate може використовувати праву і ліву кнопку миші і натиснення клавіш.
Adobe Captivate також можна використовувати для створення скринкасти, подкастів, і конвертування презентацій Microsoft PowerPoint у формат Adobe Flash.

## Особливості
За допомогою Captivate можна створювати і редагувати інтерактивні демонстрації програм, симуляції, подкасти, скринкасти, ігри і уроки. Для демонстрацій програм, можливий запис у реальному часі. Створені за допомогою Captivate скринкасти займають набагато менше місця, ніж повноцінні записи з екрану.
Користувачі можуть редагувати Captivate презентації для додавання ефектів, активних точок, текстові області, відео і т.д. Автори можуть редагувати вміст і змінювати час появи того чи іншого елемента. Натискання на активні точки може переводити як на інші слайди, так і на зовнішні посилання.
Captivate підтримує імпорт зображень, презентацій PowerPoint, відео,. Flv і аудіо в будь слайд проекту.

## Історія
Спочатку продукт називався Flashcam і розроблявся як програма запису з екрана, компанією Nexus Concepts. Він був перероблений в E-learning інструмент і перейменований в RoboDemo, після того як Nexus була куплена компанією eHelp. Незабаром, Macromedia придбала eHelp. Незадовго до того, як Adobe System придбала Macromedia, ім'я програми було змінено на Captivate.

## Історія версій
- Adobe Captivate 6.0 (червень 2012) У новій версії була додана публікація у форматі HTML5, покращена взаємодія з PowerPoint, деморолики у високому розширенні.[1]
- Adobe Captivate 5 (липень 2010) На відміну від інших версій, які були засновані на Captivate 2 і зберігали відомі баги і лімітовану технологію, Captivate 5 була написана заново. У програми з'явився новий графічний інтерфейс, схожий на продукти з Adobe CS, вбудовані анімовані ефекти, розширена підтримка Microsoft PowerPoint, розширені можливості вбудовування відео, стилі об'єктів. Розробники можуть публікувати їх контент на Acrobat.com. Adobe Captivate 5 доступна як самостійний продукт, або як частина Adobe eLearning Suite 2.[2]
- Adobe Captivate 4 (січень 2009) Нові функції включали коментування SWF, професійні шаблони проектів, що настроюються віджети, зміст, функцію перекладу тексту в голос, підтримка шарів Adobe Photoshop. Інтеграція з іншими програмами Adobe, такими як Bridge, Soundbooth, Photoshop, Adobe Device Central і т.д. Ця версія Adobe Captivate включена в новий набір програм Adobe eLearning Suite.
- Adobe Captivate 3 (липень 2007) У новій версії з'явилася автоматична запис, XML експорт / імпорт (XLIFF) для локалізації, запис аудіо з превью, випадкові вікторини, нові типи питань, PPT імпорт з анімацією, ефекти для зміни слайдів.
- Adobe Captivate 2 (жовтень 2006) У новій версії була додана бібліотека, візард симуляції, зум, скіни і меню, підтримка flash-відео, експорт в Flash 8, PENS.
- Macromedia Captivate (жовтень 2004) Нові функції включали timeline, редагування аудіо, можливості запису демонстрації та симуляції, що настроюються секції вікторин, експорт в Flash MX 2004, SCORM 2004 і інтеграція Breeze.
- RoboDemo 5 і eLearning Edition (осінь 2003, eHelp Corporation) Нові функції, включно з тіснішою інтеграцією з Flash, запис в реальному часі, SCORM 1.2., Імпорт відео, undo, управління ярликами, фонове аудіо, зміна розміру проекту.
- RoboDemo 4 і eLearning Edition (весна 2003, eHelp Corporation) Нові функції, включаючи AutoText Captions, анімовані ефекти тексту, інтерфейс в стилі PowerPoint, публікації у вигляді email-аттачменти, SCORM, слайди з вікторинами.
- RoboDemo 3 (осінь 2002, eHelp Corporation) Нові функції, включаючи імпорт з Powerpoint і AVI форматів. Інтерактивні текстові області, ява-скрипт опції.
- RoboDemo 2 (травень 2002, eHelp Corporation) Перша версія з безліччю виправлень помилок FlashCam (з цього версія отримала номер 2).